# قلعه ضایه
قلعه ضایه (عربی: قلعة ضاية) یک دژ و استحکامات متعلق به سده هجدهم میلادی است که در رأس‌الخیمه، امارات متحده عربی قرار دارد. این قلعه بلندترین قلعه در امارات متحده عربی است که در سال ۱۸۱۹ محل نبردی در خلیج فارس بوده است که طی آن نیروهای ارتش بریتانیای کبیر پس از یک محاصره کوتاه، قلعه را تصرف کردند.
سقوط ضایه راه را برای امضای معاهده عمومی دریایی در سال ۱۸۲۰ هموار کرد. این معاهده اولین مورد از تعدادی از معاهدات بین دولت بریتانیا و شیوخ، یا حاکمان مناطقی بود که به عنوان ساحل آشتی شناخته می‌شود.